# Adrienne Rivera
Adrienne Rivera es una esquiadora estadounidense de esquí alpino adaptado. Representó a los Estados Unidos en los Juegos Paralímpicos de Invierno de 1994 en cuatro competiciones de esquí alpino.
Ganó la medalla de oro en la prueba eslalon gigante categoría femenina LW2 y la medalla de bronce en la competición eslalon categoría femenina LW2.
También compitió en los eventos de descenso femenino LW2 y eslalon femenino LW2, aunque no ganó una medalla.
Fue diagnosticada con cáncer óseo y como resultado perdió una pierna a los 14 años. Después de su carrera deportiva se convirtió en ingeniera aeroespacial.